# Charia au Nigeria

Instauration de la Charia au Nigeria :
la charia ne joue aucun rôle dans le système judiciaire
la charia s'applique au statut personnel seulement
la charia s'applique à plein, y compris au pénal

La charia ou charî'a (arabe : الـشَّـرِيعَـة) (ou loi islamique), en vigueur dans les États du nord du Nigeria jusqu'en 1960, a été abandonnée à l'indépendance, puis ré-instaurée en tant qu'ensemble de lois civiles et pénales dans 9 États à majorité musulmane ; et s'applique partiellement dans 3 autres États partiellement musulmans. Cette réintroduction commence en 1999, quand le gouverneur de l'État de Zamfara de l’époque, Ahmed Sani Yerima, entame une campagne politique pour instituer la Charia au niveau gouvernemental, et s'étend aux 11 autres États en 2000.

## Contexte démographique
Selon des études sur la démographie et les religions, les musulmans constituent 50,50 % de la population. Ils vivent principalement dans le nord du pays. La majorité est sunnite. Les chrétiens sont le second groupe religieux et constituent 48,2 % de la population. Ils prédominent dans le centre et le sud du pays, là où 1,4 % (le reste) appartient à des religions traditionnelles.
Les musulmans étant légèrement majoritaires dans la population, la plupart d’entre eux demandent l’instauration de la Charia (la loi islamique) comme source de la Loi. Douze États du nord ont introduit cette loi comme base du  pouvoir exécutif et judiciaire entre 1999 et 2000.

## États ayant introduit la Charia
En 2012, 9 États ont institué la Charia :
- État de Zamfara (27 janvier 2000)
- État de Kano (21 juin 2000)
- État de Sokoto
- État de Katsina
- État de Bauchi (juin 2001)
- État de Borno
- État de Jigawa
- État de Kebbi
- État de Yobe

Les 3 États suivants ont également instauré la Charia dans certaines régions à forte population musulmane :
- État de Kaduna
- État de Niger (13 janvier 2007)
- État de Gombe

## Historique

### Colonisation britannique
Les administrateurs coloniaux ont consacré des efforts significatifs à s'arroger la légitimité de dire le droit islamique dans leurs propres juridictions.

### Premiers affrontements sectaires
Les émeutes de Kano de 1953 se référent à de graves évènements qui éclatèrent dans l'ancienne cité de Kano, située dans le nord du Nigeria, le 1er mai 1953. Ce fut un affrontement entre des gens du nord et du sud, principalement des Yorubas et des Ibos. Le soulèvement dura au moins 4 jours et provoqua de nombreux morts entre sudistes, nordistes et autres.

### Introduction de la Charia
Les évènements de 1999, 2000 et 2001 étaient des émeutes entre Chrétiens et Musulmans à Jos (Nigeria) à propos des émoluments d'un politicien musulman, Alhaji Muktar Mohammed, recruté comme coordinateur local du programme fédéral de lutte contre la pauvreté.

## Traditions
Parmi les Hausa, un juge islamique s'appelle un waziri et il est attendu de lui qu'il agisse conformément à la vertu nommée kirki, caractérisée par la courtoisie et le contrôle de soi.

## Après le rétablissement de la Charia

### Massacre de Yelwa en 2004
Le massacre de Yelwa du 2 mai 2004, à Yelwa, au Nigeria, a fait au moins 630 morts, d’après les décomptes de la Croix-Rouge et divers témoins.

### Campagne de terreur de Boko Haram
Boko Haram ou « Peuple engagé dans la propagation de l'enseignement du Prophète et du jihad » est une organisation terroriste active dans le nord du Nigeria. Elle vise à l'instauration de la Charia dans l'ensemble du pays, y compris les États du sud à dominante chrétienne.

### Émeutes en 2010
En 2010, plus de 500 personne, principalement des chrétiens, furent tuées lors de violences religieuses à Jos.

## Controverses
Selon de nombreuses sources journalistiques et des reportages, la réintroduction de la Charia a été la source de nombreux conflits au Nigeria, la religion étant sous-tendue par les divisions ethniques entre Haoussas, Yorubas et Ibos[réf. nécessaire].

### Émeutes
Il y a eu de nombreuses émeutes après l'instauration de la charia, impliquant principalement des minorités non-musulmanes dans les États qui mettaient en place le système. Une de ces émeutes tua plus de 100 personnes en octobre 2001 dans l'État de Kano.

### Amina Lawal
En 2002, un éclairage très négatif a été jeté sur la Charia dans le nord du Nigeria quand Amina Lawal, une simple mère de famille de l'État de Katsina fut accusée d'adultère et condamnée à mort par lapidation par une cour de justice de la Charia pour avoir conçu un enfant hors des liens du mariage ; le père fut relaxé sans aucune inculpation faute de preuves. La condamnation provoqua une intense émotion au sud et à l'ouest du Nigeria, avec beaucoup d'interventions tant nationales qu'internationales, des ONG faisant pression sur le gouvernement fédéral pour faire annuler la sentence. En 2004, la condamnation fut cassée par la cour d'appel de la Charia et Lawal retourna à sa vie privée.

### Safya Husseini
Safiya Hussaini Tungar Tudu (née en 1967) est une femme nigériane condamnée à mort par lapidation, pour adultère. Elle avait donné naissance à un enfant hors-mariage, étant célibataire à Sokoto, un État nigérian placé sous la charia (loi islamique). Elle fut condamnée à la lapidation mais fut acquittée de toutes charges le 25 mars 2002 après un jugement en appel.

## Sources
- (en) Cet article est partiellement ou en totalité issu de l’article de Wikipédia en anglais intitulé « Sharia in Nigeria » (voir la liste des auteurs).